# Star Trek (série télévisée)
Pour les articles homonymes, voir Star Trek (homonymie).
Star Trek : La Nouvelle Génération
Star Trek ou Patrouille du cosmos (au Québec et sur TMC au début des années 1970) est une série télévisée de science-fiction américaine en 79 épisodes de 50 minutes, créée par Gene Roddenberry et diffusée entre le 8 septembre 1966 et le 3 juin 1969 sur le réseau NBC. Depuis la série qui lui a succédé, Star Trek : La Nouvelle Génération (« Star Trek TNG », 1987-1994), cette première série a été rebaptisée Star Trek: The Original Series (« Star Trek TOS », 1966-1969).

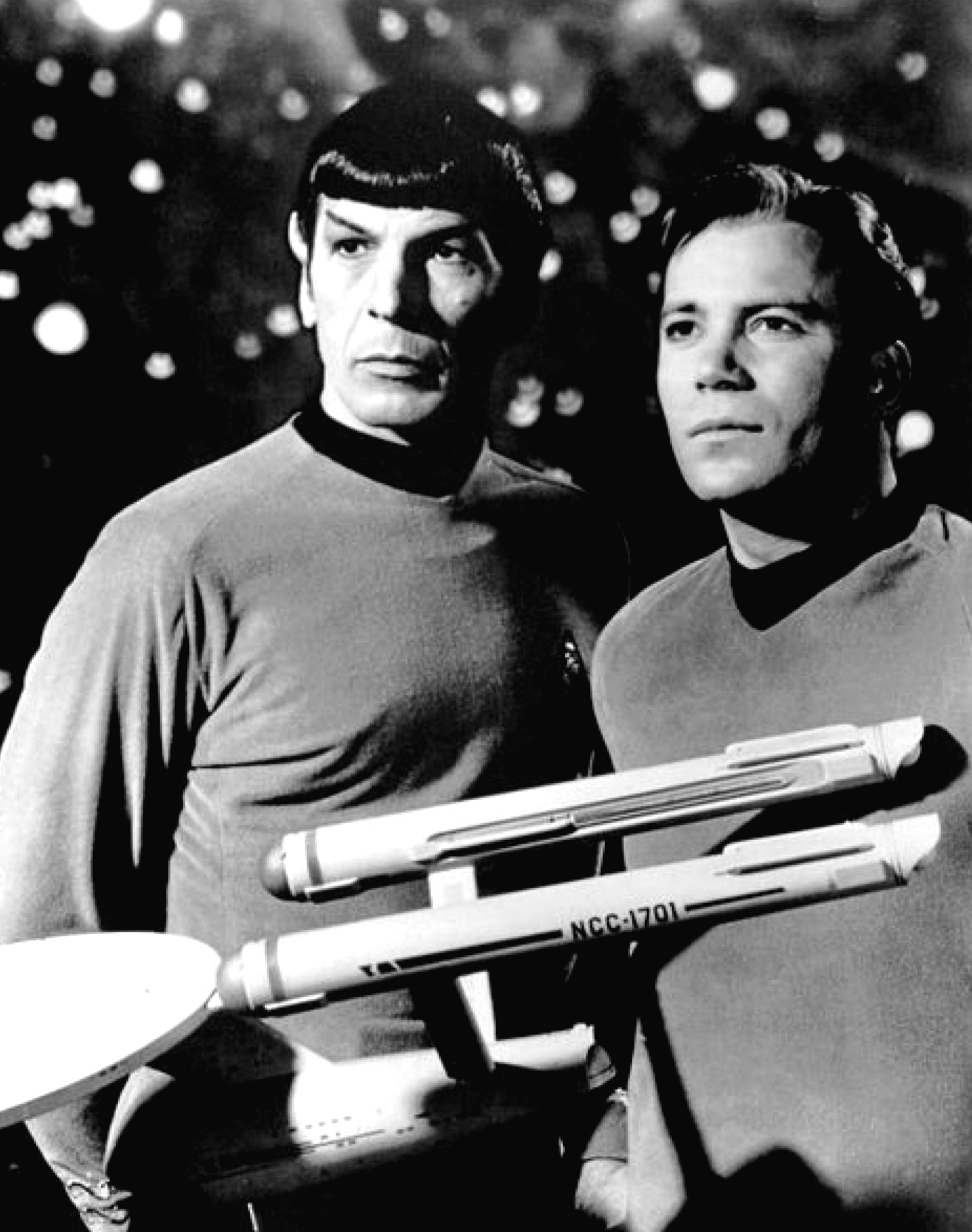
Photographie promotionnelle des acteurs vedettes de la série, Leonard Nimoy (M. Spock) et William Shatner (James T. Kirk), en 1968.

Au Québec, la série a été diffusée dès le samedi 8 septembre 1969 à Télé-Métropole (Montréal) et, le samedi suivant, sur Télé-Capitale (Québec), puis sur les différentes stations de ce qui est maintenant le réseau TVA. La série a ensuite été rediffusée sur d'autres chaînes québécoises, dont TQS à l'automne 1987, Canal D à l'automne 2000, sur Prise 2 dans les années 2010 et sur AMI-télé plus récemment.
En France, la série a été diffusée dès le début des années 1970 dans le sud de la France, sur Télé Monte Carlo, et dans l'est, sur Télé Luxembourg. Cependant, elle arrivera très tardivement sur une chaîne nationale. Seuls treize épisodes sélectionnés dans les trois saisons sont diffusés du 26 décembre 1982, au 20 mars 1983 sur TF1, le dimanche à 13 h 20 à la place de la série Starsky et Hutch, puis l'intégralité de la série est ensuite diffusée du 5 juillet 1986 au 30 septembre 1986 sur La Cinq. Rediffusions de 36 épisodes du 22 mai 1988 au 30 juillet 1988; puis 40 épisodes du 2 avril 1991 au 27 mai 1991 sur La Cinq. Puis pour la première fois en version multilingue sur Canal Jimmy en 2001.
En Belgique, la série est diffusée dans les années 1970 sur la chaîne flamande BRT en VO, en langue française avec des sous-titres en néerlandais.
En 2016, la première saison de Star Trek est accessible en France sur Netflix.
Bien que la série ait suscité l'enthousiasme d'une partie du public, elle ne devint jamais très populaire : à son apogée en 1967, elle n'était que la 52e émission américaine en termes de popularité. Menacée d'être annulée après ses deux premières saisons, elle fut cependant prolongée d'un an sous la pression du public.
La série a donné lieu à un vaste engouement, notamment à la création de nombreux fanzines sur la franchise Star Trek, la commercialisation d'une foule de produits dérivés et à l'organisation de rassemblements annuels de fans lors de conventions, ces membres étant appelés « trekkers » ou « trekkies ».

## Synopsis
La série Star Trek, se situant au XXIIIe siècle, raconte les aventures de l'équipage du vaisseau spatial USS Enterprise (NCC-1701) (« Entreprise » en VF) de la Fédération des planètes unies et notamment celles de son commandant, le capitaine James T. Kirk.
La mission de l'Entreprise, d'une durée de cinq ans, est d'explorer la galaxie afin d'y découvrir d'autres formes de vie et de civilisations, pour ainsi enrichir les connaissances humaines.

### Accroche
« Espace, frontière de l'infini, vers laquelle voyage notre vaisseau spatial. Sa mission de cinq ans : explorer de nouveaux mondes étranges, découvrir de nouvelles vies, d'autres civilisations et, au mépris du danger, avancer vers l'inconnu.
(Space, the final frontier. These are the voyages of the starship Enterprise. Its five year mission: to explore strange new worlds, to seek out new life and new civilisations, to boldly go where no man has gone before (en)) »

— Texte de l'accroche de la série Star Trek en VO, dit en voix off au début de chaque épisode.
Autre variante de cette accroche :

« Espace, frontière de l'infini vers laquelle voyage notre vaisseau spatial. Sa mission : explorer de nouveaux mondes étranges, découvrir de nouvelles vies, d'autres civilisations et, au mépris du danger, reculer l'impossible. »

## Distribution
- William Shatner (VQ : Yvon Thiboutot) : le capitaine James T. Kirk, commandant du vaisseau USS Enterprise.
- Leonard Nimoy (VQ : Régis Dubos) : M. Spock, un Vulcain, officier scientifique de l'Entreprise.
- DeForest Kelley (VQ : Michel Georges) : le docteur Leonard McCoy, médecin de bord de l'Entreprise.
- Nichelle Nichols : (VQ : Arlette Sanders) : la lieutenant Nyota Uhura, officier des communications de l'Entreprise.
- George Takei (VQ : Daniel Roussel) : le lieutenant Hikaru Sulu, navigateur de l'Entreprise.
- James Doohan (VQ : Julien Bessette) : l'ingénieur en chef Montgomery Scott, dit « Scotty », de l'Entreprise.
- Walter Koenig (VQ : André Montmorency) : le lieutenant Pavel Chekov, navigateur de l'Entreprise (saisons 2 et 3)
- Majel Barrett : l'infirmière de bord Christine Chapel / le Numéro Un (ép. pilote « La Ménagerie »)
- Grace Lee Whitney : la sous-officier (yeoman (en)) Janice Rand (début de la saison 1)
- Jeffrey Hunter (VQ : Yvon Bouchard) : le capitaine Christopher Pike, premier commandant de l'Entreprise (ép. pilote « La Cage »)

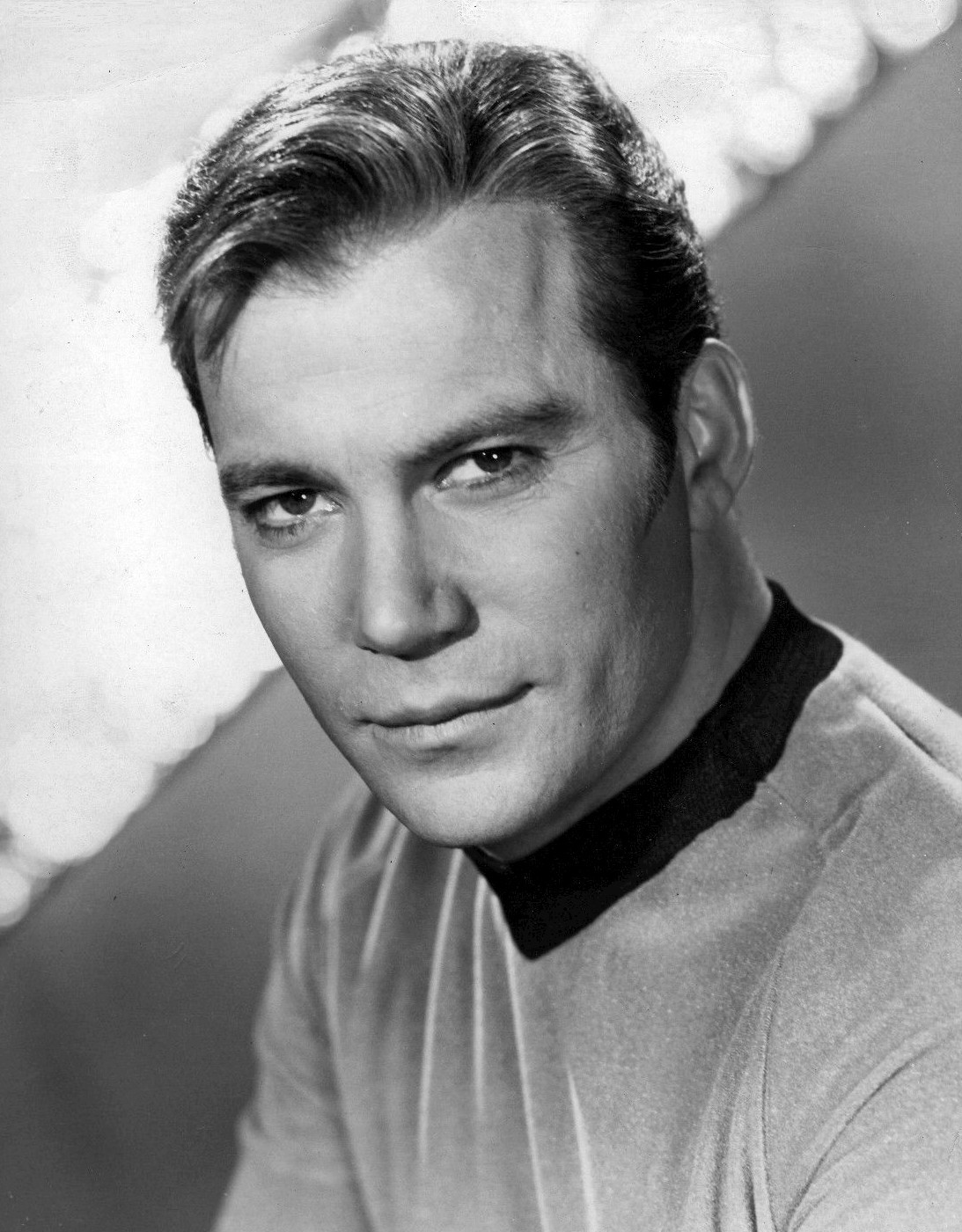
William Shatner (James T. Kirk)
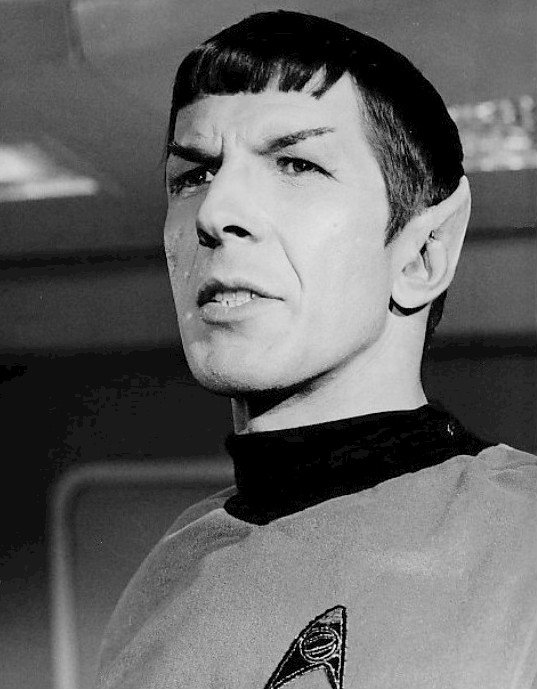
Leonard Nimoy (M. Spock)
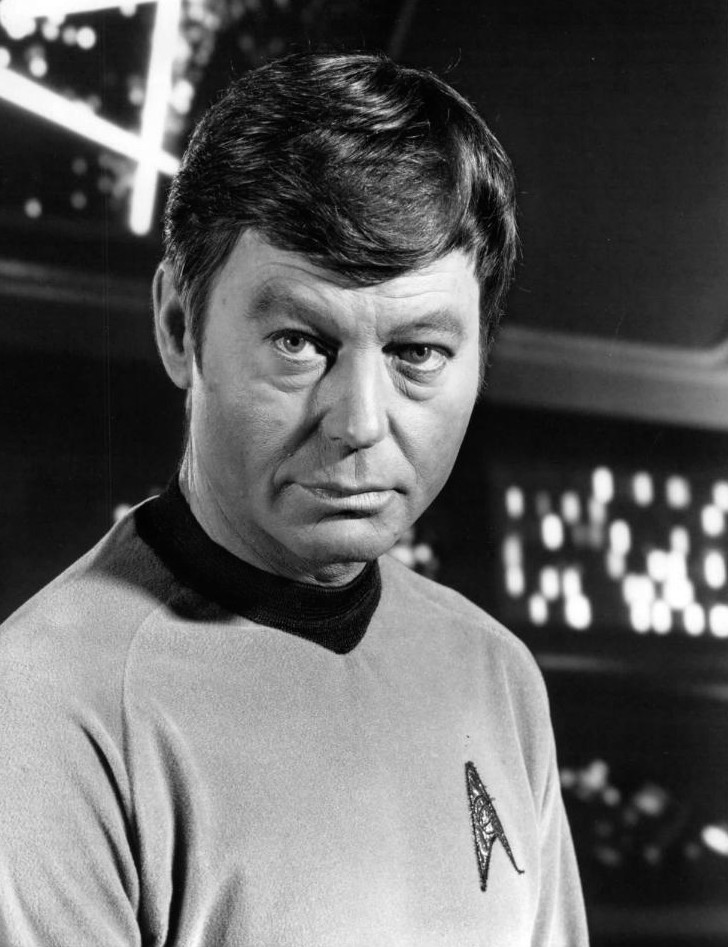
DeForest Kelley (McCoy)
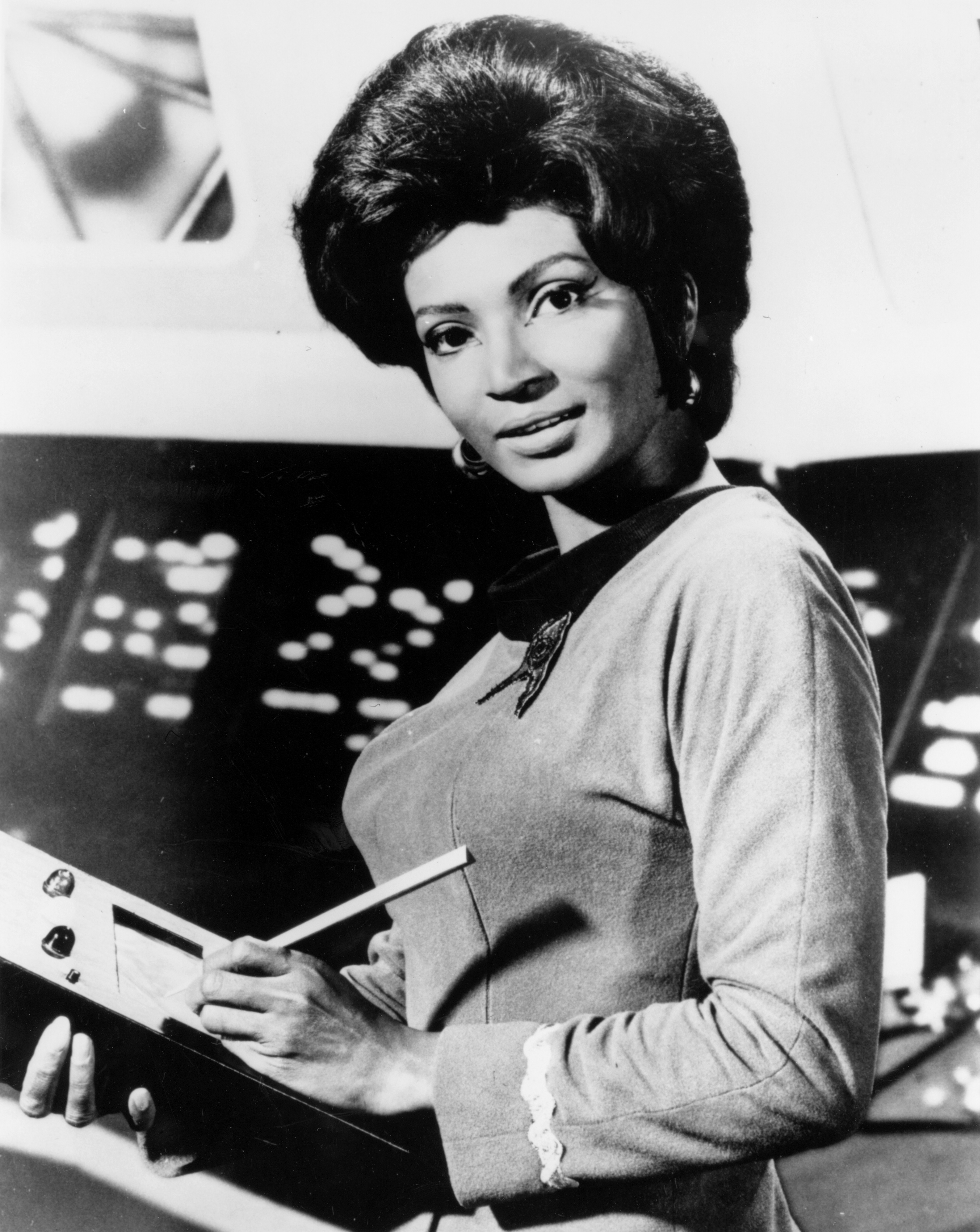
Nichelle Nichols (Uhura)
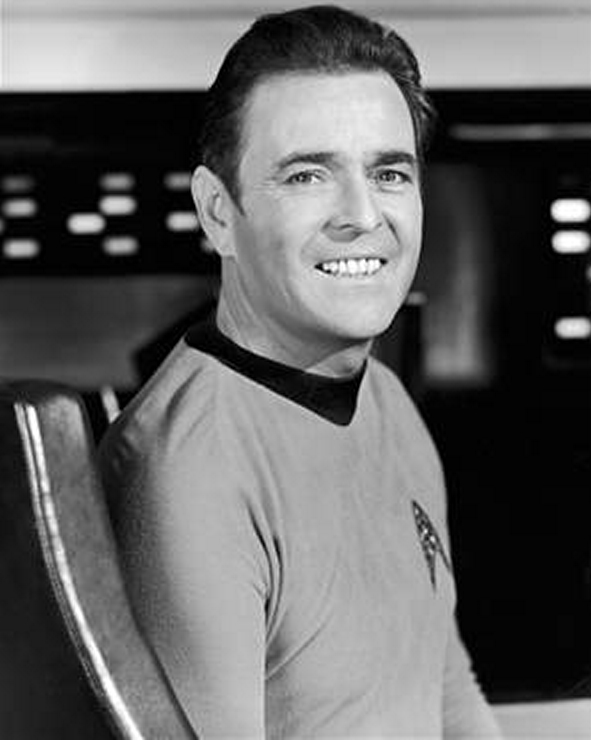
James Doohan (Scotty)
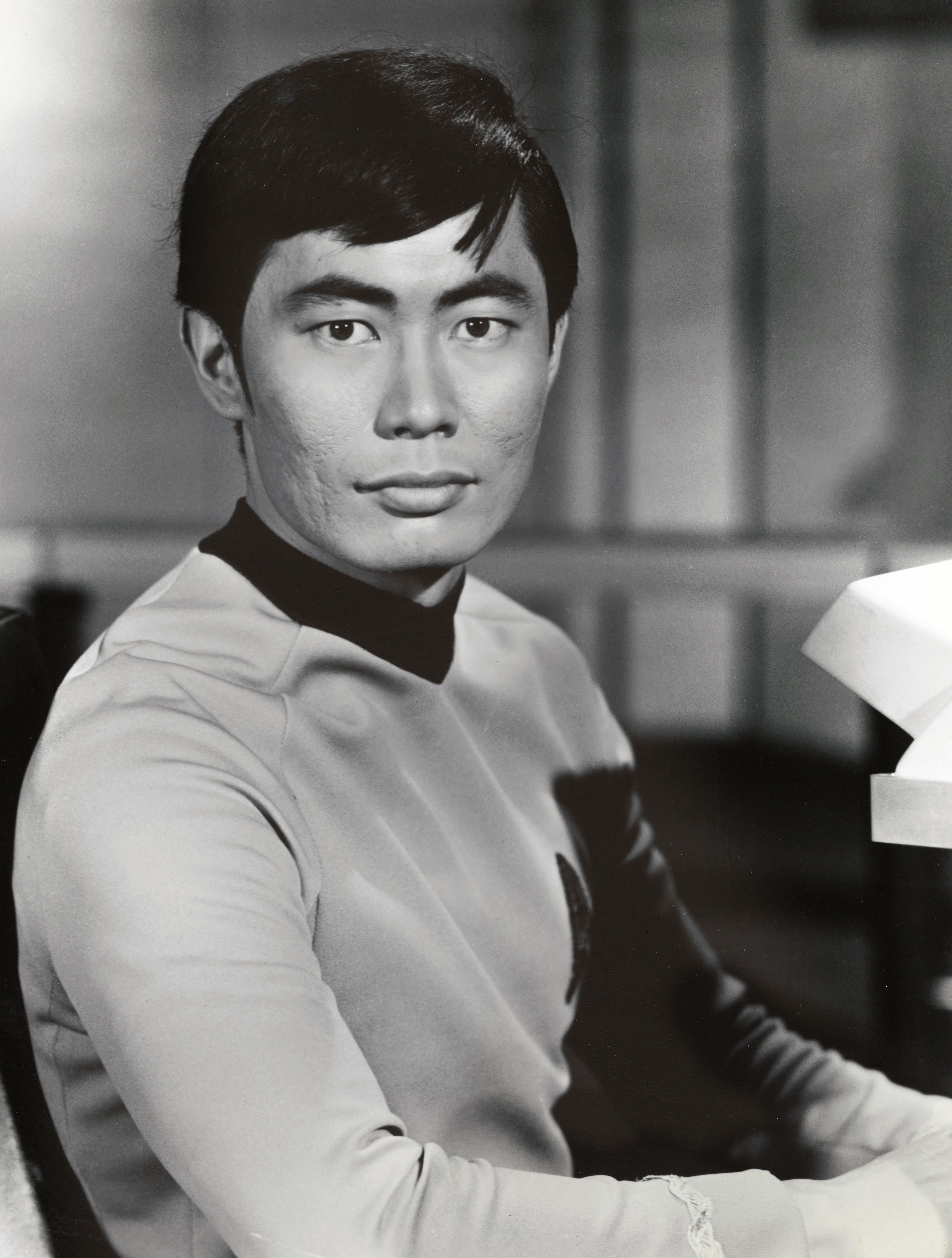
George Takei (Sulu)
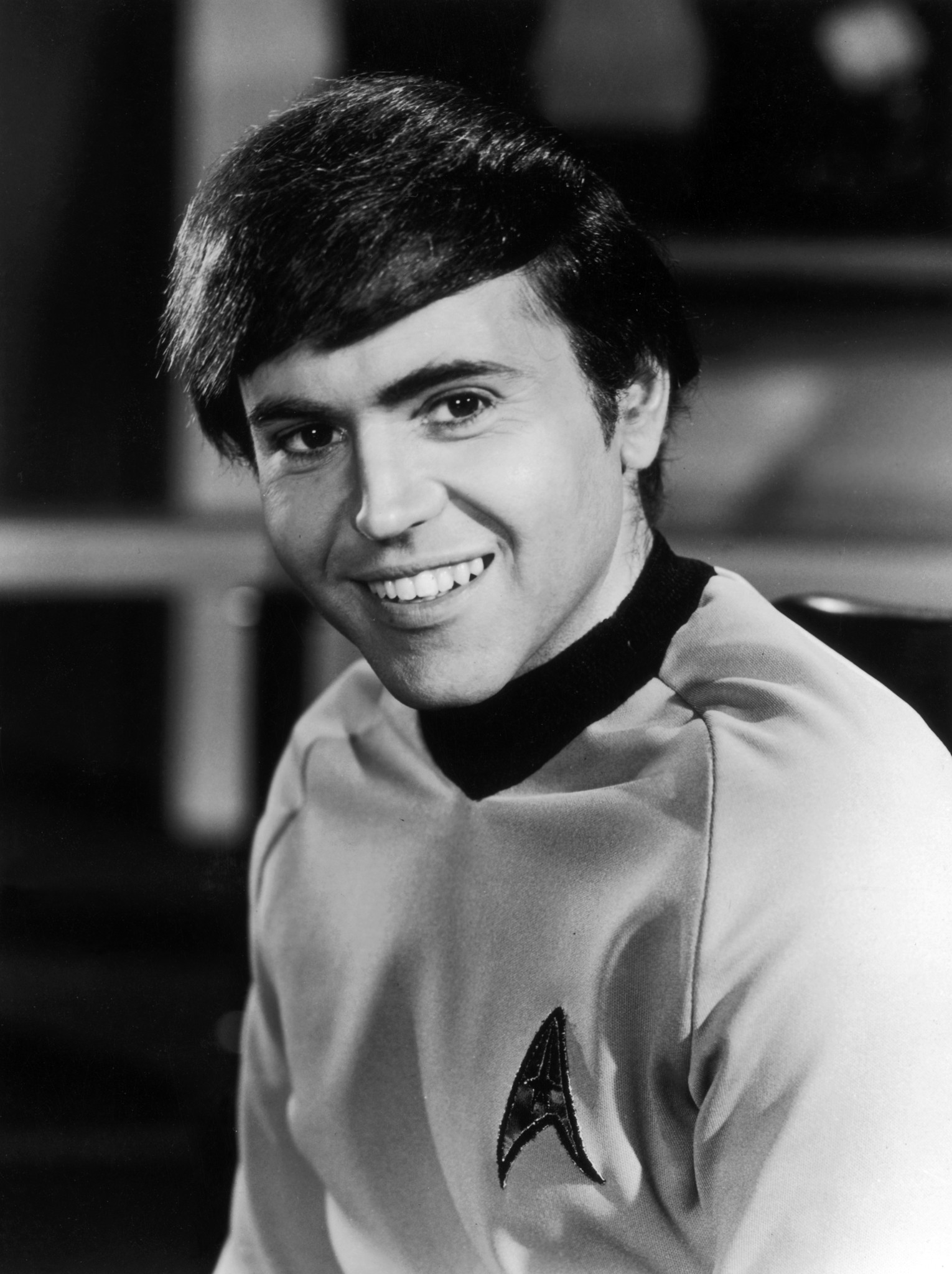
Walter Koenig (Chekov)
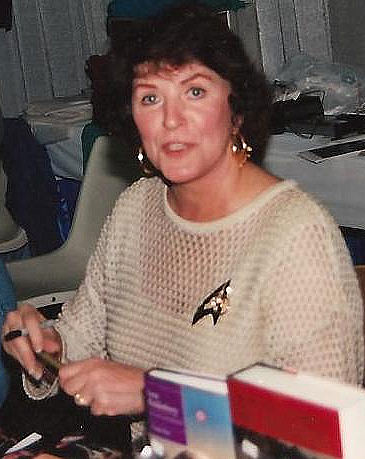
Majel Barrett (Chapel)
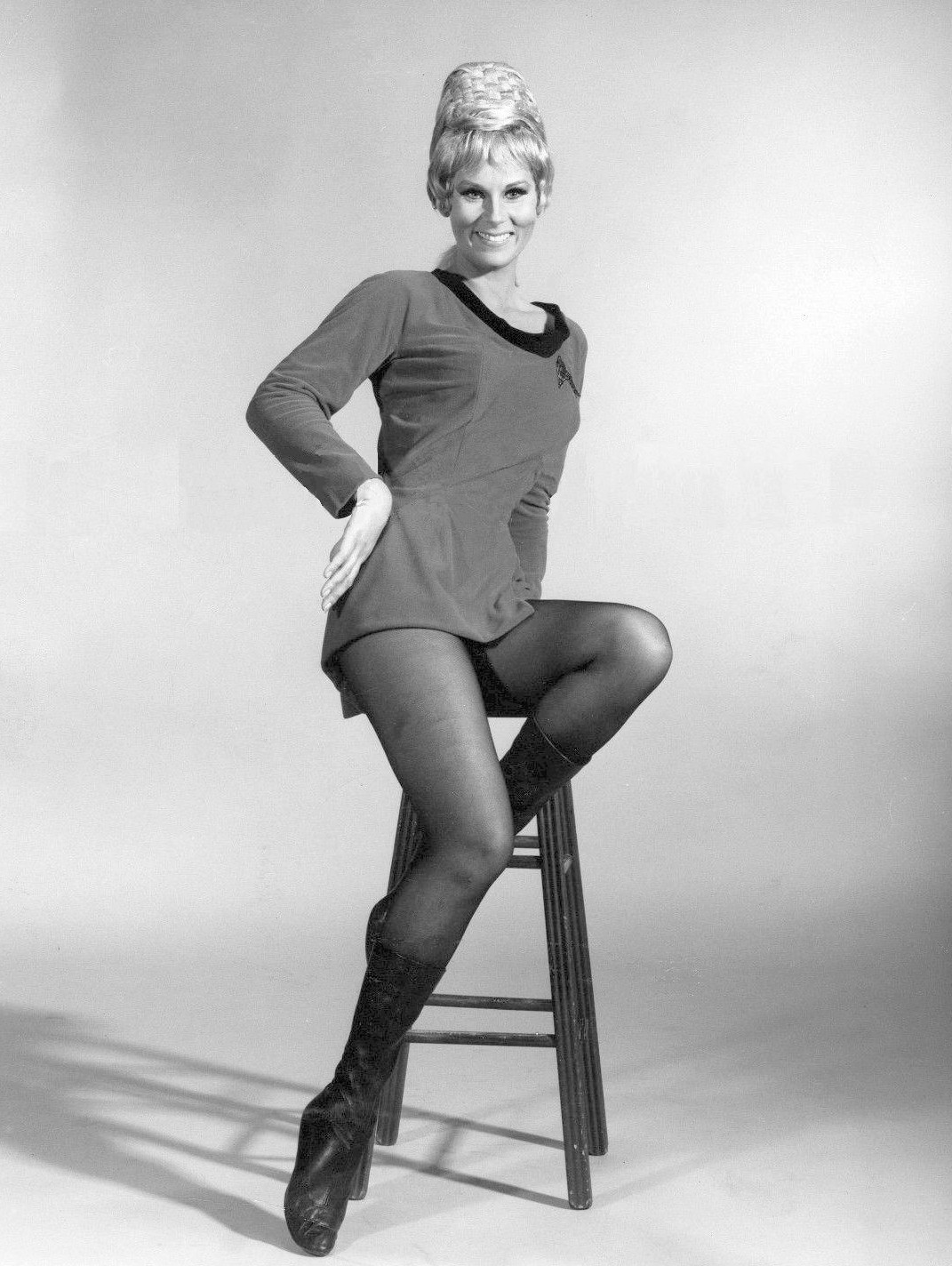
Grace Lee Whitney (Rand)

- Version française :
  - Société de doublage : Sonolab (Québec, Canada)
  - Direction artistique : Marianne Dubos[10]
  - Adaptation des dialogues :

 Source et légende : version québécoise (VQ) sur Doublage.qc.ca

## Production

### Création et développement
En 1964, le scénariste et producteur de télévision Gene Roddenberry, depuis longtemps fan de science-fiction, fait une proposition de série télévisée de science-fiction qu'il appelle « Star Trek ». Celle-ci devait se dérouler au XXIIIe siècle à bord d'un grand vaisseau spatial interstellaire, le S.S. Yorktown dont l'équipage était chargé d'explorer une partie relativement réduite de la Voie lactée.
Parmi les œuvres dont Roddenberry a reconnu s'être inspiré se trouvent les récits de l'écrivain A. E. van Vogt réunis dans le roman La Faune de l'espace, la série de nouvelles Marathon d'Eric Frank Russell, et le film Planète interdite (1956).
Certains ont aussi relevé des parallèles avec la série télévisée Rocky Jones, Space Ranger (en) (1954), un space opera moins sophistiqué qui comporte déjà de nombreux éléments de Star Trek — l'organisation, les relations entre les membres de l'équipage, les missions, une partie du design du vaisseau et même certaines technologies —.
Roddenberry s'inspira aussi énormément de la série de romans maritimes de C. S. Forester Horatio Hornblower, qui décrit un audacieux capitaine exerçant une autorité incontestée lors de missions au long cours pour la bonne cause. Roddenberry s'amusait souvent à qualifier le capitaine Kirk d'« Horatio Hornblower dans l'espace ».
Roddenberry avait une longue expérience de l'écriture dans les séries télévisées de type western, qui avaient été populaires des années 1950 au tout début des années 1960, et il vendit sa nouvelle idée comme « "Wagon Train" to the stars », En 1964, il signe un contrat de trois ans pour le développement du programme avec une importante société de production de télévision, Desilu Productions. Selon le concept original de Roddenberry, le personnage principal est le capitaine Robert April, du vaisseau spatial S.S. Yorktown. Ce personnage a été développé pour devenir le capitaine Christopher Pike.
Roddenberry propose d'abord Star Trek à CBS, qui le refuse en faveur d’une création d'Irwin Allen, Lost in Space. Roddenberry présente ensuite son concept au chef de Desilu Productions, Herbert Franklin Solow (en), qui finit par l'accepter. Solow réussit ensuite à vendre l'idée de Star Trek à NBC, qui paie mais refuse le premier pilote, « The Cage », le jugeant « trop cérébral ».
Les dirigeants de NBC avaient cependant été impressionnés par le concept et admirent que les problèmes qu'ils avaient perçus venaient en partie du script qu'ils avaient choisi eux-mêmes. Ils prirent donc la décision inhabituelle de financer un second pilote, sur le script intitulé « Où l'homme dépasse l'homme ». Seul le personnage de M. Spock (joué par Leonard Nimoy) fut conservé du premier pilote et seuls deux acteurs, Majel Barrett et Nimoy, furent retenus pour le second. Ce pilote satisfit NBC et le réseau choisit de mettre Star Trek dans sa grille de programmes pour l'automne 1966.
Le second pilote de la série comprend le reste des personnages principaux : le capitaine Kirk (William Shatner), l'ingénieur en chef Montgomery Scott (James Doohan) et le lieutenant Sulu (George Takei). L'acteur Paul Fix jouait le rôle du docteur Mark Piper, le médecin du bord dans ce pilote.
DeForest Kelley (McCoy) rejoignit l'équipe au moment du tournage de la première saison et y resta pour toute la série, dont il finit par devenir la troisième star. Un autre membre permanent de l'équipage arrivé à ce moment-là est l'officier des communications Nyota Uhura (Nichelle Nichols), la première Afro-Américaine à avoir un rôle aussi important dans une série télévisée américaine. Pavel Chekov, l'enseigne « russe » joué par Walter Koenig, rejoignit l'équipage au début de la deuxième saison.
Divers auteurs de science-fiction viendront collaborer ponctuellement aux scénarios de la série, ce qui donnera pour finir des épisodes très variés, inégaux en qualité. Les meilleurs tendent nettement vers un discours philosophique, sociologique ou critique. L'épisode pilote, intitulé « The Cage », ne fut diffusé à la télévision que des décennies après sa production. L'intrigue de l'épisode en deux parties « La Ménagerie » (« The Menagerie ») exploite l'intégralité de la trame du pilote.

### Choix des interprètes
Star Trek fit la notoriété de son équipe d'acteurs qui étaient auparavant, pour la plupart, inconnus.
DeForest Kelley était apparu dans de nombreux films et émissions télévisées, mais surtout dans des petits rôles de « méchant ». Leonard Nimoy avait également l'expérience du cinéma et de la télévision, mais n'était guère connu non plus. Nimoy avait joué auparavant avec William Shatner dans un épisode de la série Des agents très spéciaux (« The Project Strigas Affair », 1964) et avec Kelley dans un épisode de 1963 de la série Le Virginien (« Man of Violence »), tous les deux plus de deux ans avant la première diffusion de Star Trek.
Avant Star Trek, William Shatner était déjà bien connu dans le milieu pour quelques apparitions dans des films marquants, pour avoir joué Cyrano de Bergerac à Broadway, et même pour avoir refusé le rôle du Docteur Kildare. Cependant, comme les rôles se faisaient rares, il accepta de remplacer Jeffrey Hunter comme capitaine après l'échec du premier pilote de la série, « The Cage ».
Après la diffusion de la série, beaucoup de ses acteurs se retrouvèrent « catalogués » par leur rôle. L'acteur de Star Trek : La Nouvelle Génération, Michael Dorn, a cependant déclaré en 1991 : « Si ce qui est arrivé à la première équipe est appelé catalogage, alors je veux être catalogué. Bien sûr, ils n'ont pas eu de rôles après Trek. Mais ils font leur sixième film. Dites-moi le nom de quelqu'un d'autre à la télévision qui a fait six films ! »

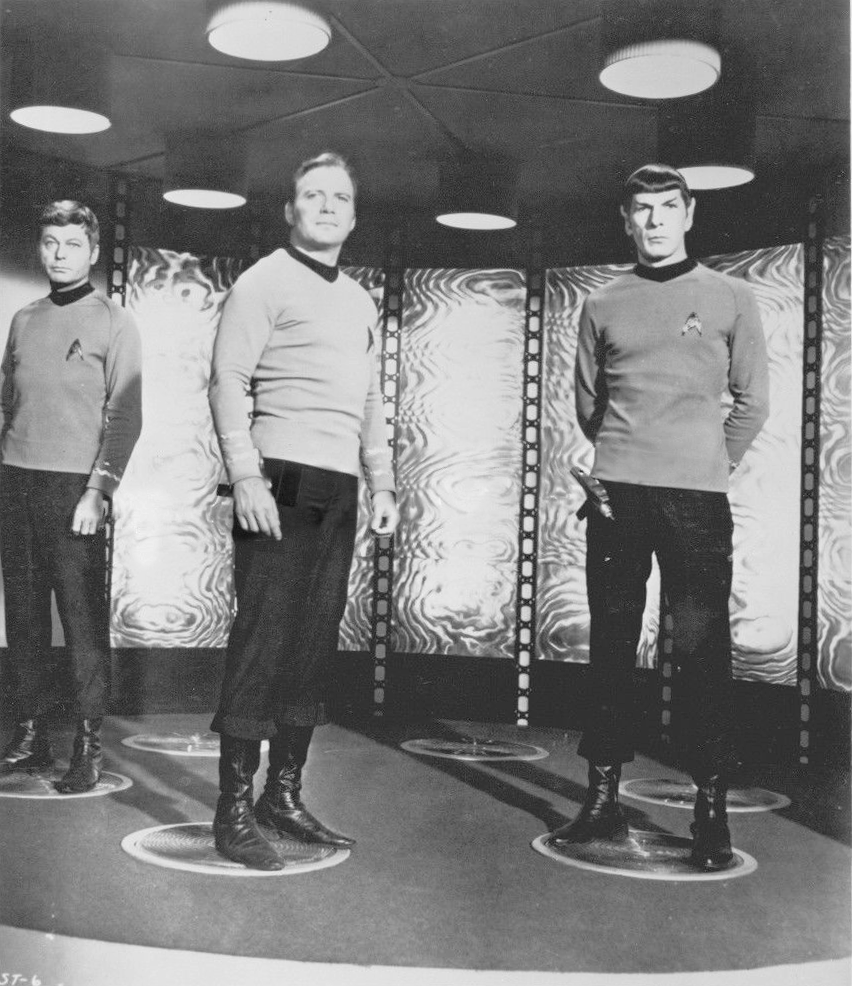
DeForest Kelley, William Shatner et Leonard Nimoy (McCoy, Kirk et Spock) dans la chambre de téléportation de l’Entreprise.

Les trois personnages principaux sont James T. Kirk, M. Spock et le docteur McCoy, dont les scénaristes ont souvent fait se heurter les personnalités : Kirk est passionné et souvent agressif, avec un discret sens de l'humour ; Spock est froidement logique et McCoy sardonique, mais toujours compatissant. Les trois s'opposent dans de nombreux épisodes, où Kirk est obligé de prendre des décisions difficiles, tandis que Spock propose une solution logique, mais parfois inhumaine et McCoy (ou « Bones », comme Kirk le surnomme) insiste pour faire ce qui causera le moins de mal. McCoy et Spock ont une relation d'affrontement qui masque la véritable affection et le respect qu'ils ont l'un pour l'autre, et leurs débats constants devinrent très populaires parmi les téléspectateurs. La série mettait tellement en avant le dialogue que le scénariste et réalisateur Nicholas Meyer (impliqué dans plusieurs films de Star Trek) la qualifia de « dramatique radio », faisant passer un épisode sans l'image à une classe de cinéma pour prouver que l'intrigue restait compréhensible.
Le personnage de Spock a été, au début, rejeté par les responsables du réseau NBC, qui craignaient que son apparence évoquant un diable (avec ses oreilles en pointe et ses épais sourcils) dérange certains téléspectateurs. Le réseau avait même gommé le bout des oreilles de Spock et allégé ses sourcils sur les produits publicitaires envoyés à ses filiales. Le Vulcain devint, cependant, progressivement un des personnages les plus populaires de la série comme McCoy, avec sa personnalité de médecin de campagne compatissant. Spock devint, en fait, une sorte de sex-symbol — chose à laquelle personne ne s'attendait. Leonard Nimoy note que la question de l'extraordinaire sex-appeal de Spock apparaissait « presque chaque fois que je parlais à quelqu'un de la presse… Je n'y ai jamais consacré une pensée… Essayer de régler cette question de M. Spock comme sex-symbol est stupide. »

### Tournage
Le directeur artistique Matt Jefferies (en) faisait partie de l'équipe. Jefferies conçut le vaisseau Entreprise et l'essentiel de ses intérieurs. Ses contributions à la série ont été honorées par les tubes de Jefferies, un équipement décrit dans de nombreuses œuvres de Star Trek plus récentes. Jefferies créa avec son frère John Jefferies les phasers de Star Trek, et développa le design du pont principal de l‘Entreprise (sur la base d’un premier projet de Pato Guzman). Il utilisa son expérience d'aviateur durant la Seconde Guerre mondiale et sa connaissance des avions pour concevoir un pont fonctionnel et ergonomique.
Le styliste de Star Trek, William Ware Theiss (en), est responsable du design caractéristique des uniformes de Starfleet et des costumes des guest-stars féminines, ainsi que des divers extraterrestres, comme les Klingons, les Vulcains, les Romuliens, les Tellarites, les Andoriens, les Gideonites.

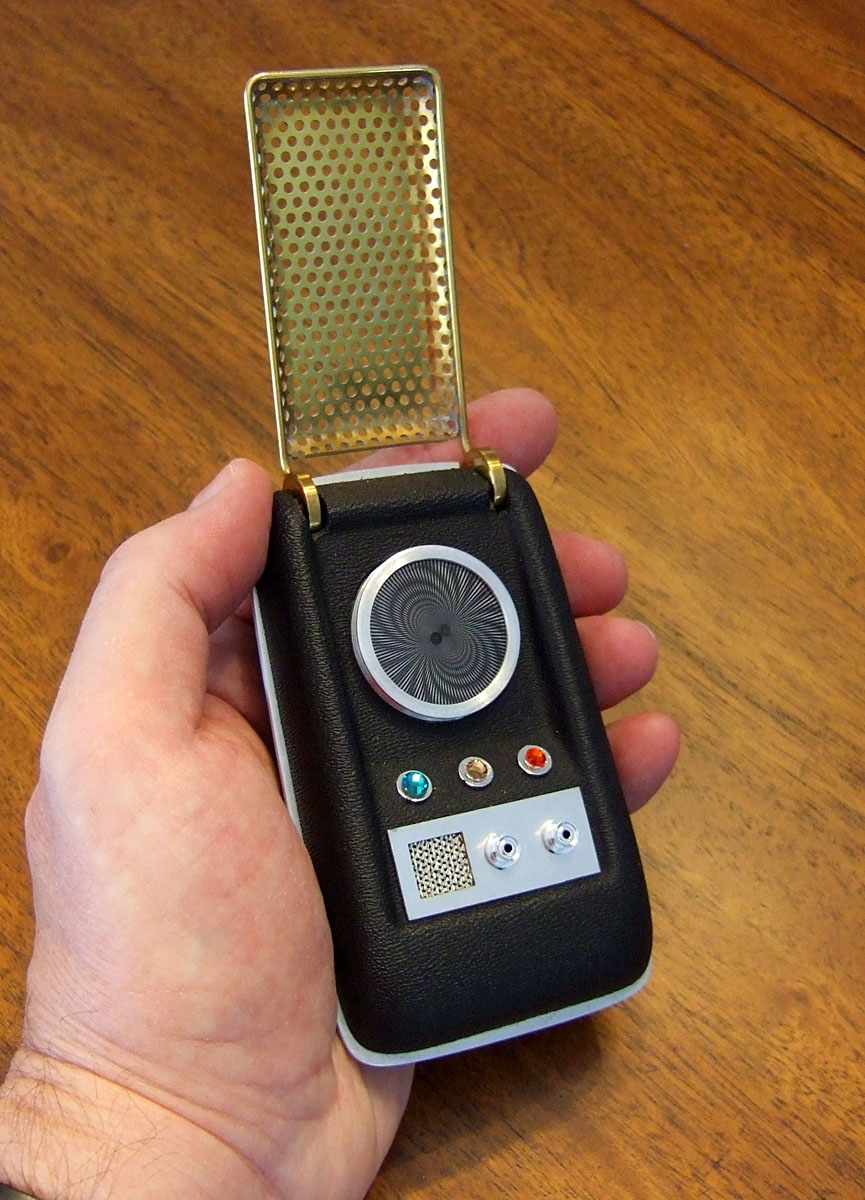
Réplique du communicateur de la série.

L'artiste et sculpteur Wah Chang (en), qui avait travaillé pour Walt Disney, fut engagé pour des tâches de conception et de fabrication : il créa le communicateur dépliable, souvent considéré comme ayant influencé le design du téléphone mobile. Chang créa aussi un enregistreur portable nommé tricordeur et de nombreux appareils fictifs pour l'équipe technique du vaisseau et l'infirmerie du bord. Plus tard dans la série, il contribua à la création de nombreux extraterrestres notables, comme le Gorn et le Horta.

### Musique

#### Thème
Le thème musical de la série, immédiatement reconnaissable, a été composé par Alexander Courage. Il n'est pas sans rappeler le premier mouvement du concerto pour violon Op. 35 de Erich Wolfgang Korngold. Il a été utilisé dans de nombreux épisodes des séries suivantes et des films dérivés. Gene Roddenberry a écrit un ensemble de paroles pour ce thème : elles n'ont pas été utilisées dans la série, ce qui n'était d'ailleurs pas son intention : elles lui ont seulement permis de revendiquer le statut de compositeur et 50 % des droits afférents. Courage a jugé cette action de Roddenberry, bien qu'entièrement légale, comme contraire à l'éthique.
Le producteur Robert Justman (en) raconte dans son livre Inside Star Trek The Real Story que son travail de chef d'orchestre pour la bande originale du film L'Extravagant Docteur Dolittle (1967) avait écarté Courage de la première saison de la série, sauf deux épisodes. Justman ne réussit pas à convaincre Courage de revenir pour la deuxième saison : il pense que celui-ci avait perdu son enthousiasme à cause de ce problème de droits. Courage composa cependant la bande originale de deux épisodes de la troisième saison.
Les épisodes plus tardifs reprennent donc des enregistrements qu'il avait faits auparavant. Le trompettiste de jazz Maynard Ferguson a enregistré une version jazz fusion du thème avec son big band à la fin des années 1970. Nichelle Nichols l'a aussi chanté sur scène (avec les paroles).

#### Utilisation
Pour des raisons de budget, la série a largement réutilisé la musique composée pour certains épisodes. Sur les 79 épisodes diffusés, seuls 31 avaient une bande originale entièrement ou en partie composée pour eux. Le reste était repris sur les bandes d'autres épisodes. La décision de choisir les épisodes qui bénéficieraient d'une nouvelle musique revenait principalement à Robert H. Justman, le producteur associé des deux premières saisons.
Les compositeurs étaient crédités au générique en fonction de la quantité de leur musique composée ou réutilisée pour chaque épisode. Certains de ces génériques étaient parfois faux.
Outre la musique « originale » (dont l'origine est visible ou indiquée à l'écran) créée pour des épisodes spécifiques, huit compositeurs avaient été contactés pour créer des musiques pour la série : Alexander Courage, George Duning, Jerry Fielding, Gerald Fried, Sol Kaplan, Samuel Matlovsky, Joseph Mullendore et Fred Steiner. Ils dirigeaient leurs propres créations. Steiner composa la musique originale du treizième épisode et c'est son arrangement du thème d'Alexander Courage qu'on entend lors des génériques de fin de la plupart des épisodes.
Les principales musiques enregistrées étaient choisies et montées pour les épisodes par les directeurs musicaux, dont les principaux furent Robert Raff (presque toute la saison 1), Jim Henrikson (saisons 2 et 3) et Richard Lapham (saison 3).
Les enregistrements originaux de la musique de certains épisodes sortirent aux États-Unis sur le label californien GNP Crescendo Record. La musique d'un certain nombre d'épisodes fut ré-enregistrée pour le label Varèse Sarabande par Fred Steiner à la tête du Royal Philharmonic Orchestra, et d'autres pour le label Label X, avec Tony Bremner à sa tête.

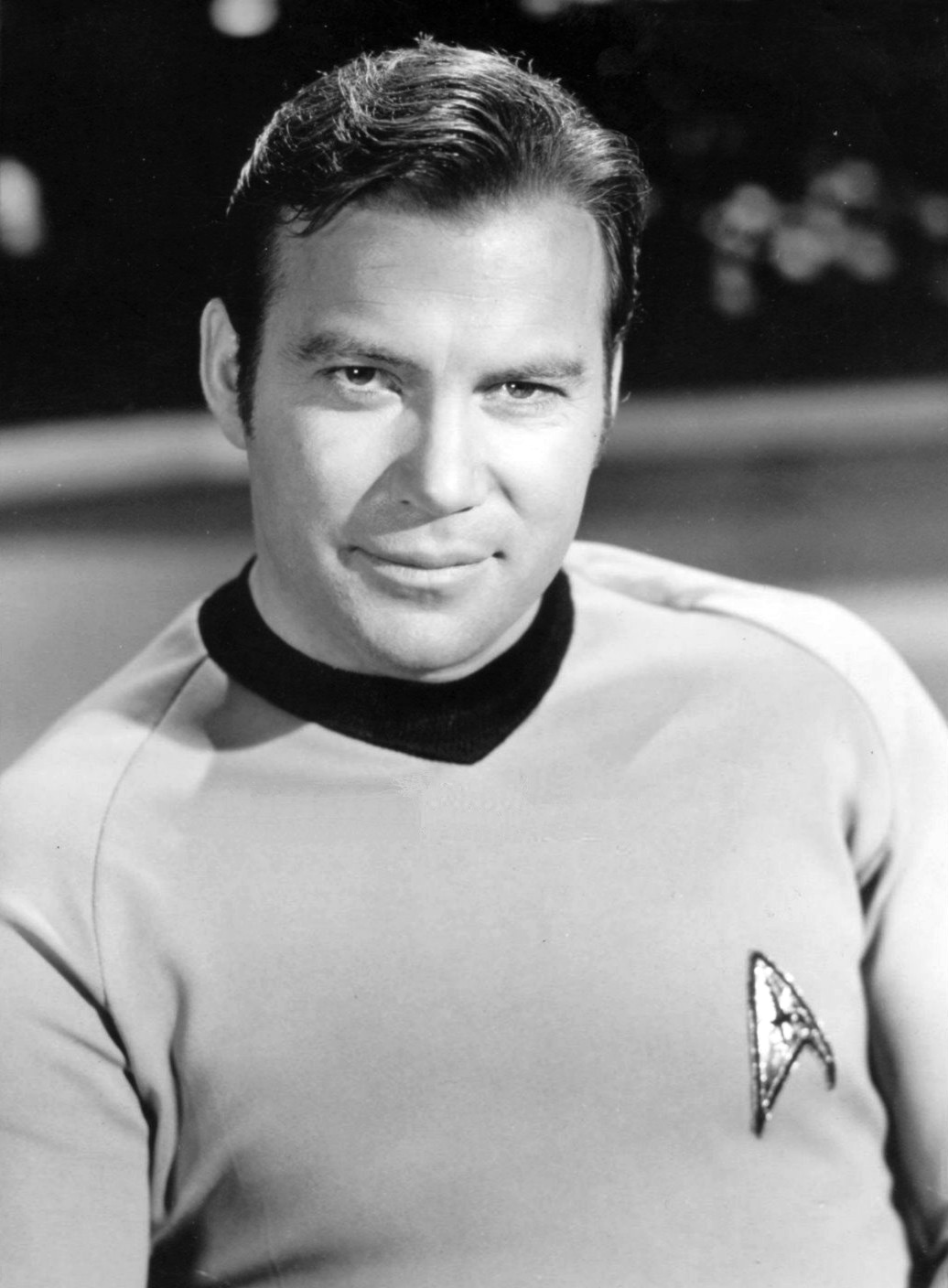
William Shatner

### Traduction et doublage
N'ayant été acquise par aucune chaîne en France à l'époque, Star Trek fut doublée en français au Québec à partir de 1968 par la firme québécoise Sonolab de Montréal. Les textes en français étaient une adaptation de Michel Collet et Régis Dubos, qui prêtait également sa voix à M. Spock. Au Québec, la série est connue sous le titre de Patrouille du cosmos.
En France, diffusée à partir de décembre 1982 (deux mois après la sortie dans les salles de Star Trek 2 : La Colère de Khan), la série est connue sous son nom original Star Trek et, fait rare, est toujours diffusée avec le doublage québécois. Les DVD disponibles en Europe et en Amérique du Nord reprennent le doublage québécois.
Les doublages en français originaux de certains épisodes n'ont toutefois pas tous survécu dans leur intégralité. La version française originale québécoise de certains épisodes, en particulier les épisodes « La Pomme » et « Un loup dans la bergerie », n'est pas complète. Certains passages ont dû être redoublés en France par d'autres comédiens afin d'obtenir une version française intégrale en vue de la sortie en DVD.
L'accroche de la série est lue en français par Daniel Roussel pour les 39 premiers épisodes, sauf l'épisode « Ils étaient des millions » (sixième épisode produit), dans laquelle elle est lue par Yvon Thiboutot. M. Thiboutot est la voix française du capitaine Kirk dans tous les épisodes de la série, sauf dans l'épisode « Où l'homme dépasse l'homme » où Kirk est doublé par Hubert Noël. Yvon Thiboutot fait la lecture de cette narration pour les 40 derniers épisodes de la série. L'épisode « Où l'homme dépasse l'homme » n'a pas de narration lors de son générique.
En 2016, pour les 50 ans de la série Netflix diffusa "La Cage" épisode pilote de la série. Pour cette occasion l'épisode fut doublé en français. Avec notamment Georges Caudron sur Leonard Nimoy.

## Éditions vidéo (France)

### VHS
En 1998, une partie de la série fut éditée par CIC Vidéo sur cassette VHS. Au total, 18 épisodes étaient répartis sur deux coffrets de trois cassettes chacun. Les épisodes étaient présentés en version française, dans une version restaurée.

### DVD
La série est éditée en DVD par Paramount Home Entertainment France. Les saisons sont sorties initialement dans des coffrets design ayant chacun une couleur et un signe de commandement. L'image est en 1,33:1 plein écran non remasterisée mais disposant d'un bon transfert. L'audio est en français 2.0 mono et en anglais 5.1 avec sous-titres présents. Chaque saison a de nombreux suppléments sur la production, les coulisses et les effets spéciaux.
- Intégrale Saison 1 coffret design jaune 8 DVD sortie le 9 septembre 2004.
- Intégrale Saison 2 coffret design bleu 7 DVD sortie le 18 novembre 2004.
- Intégrale Saison 3 coffret design bordeaux sortie le 8 décembre 2004.

Ces coffrets que les fans considèrent comme n'ayant pas de coupures ou de modification au niveau de l'image sont devenus des collectors.
- La saison 1 est sortie en version remastérisée sur le support HD DVD avant que le Blu-ray ne deviennent la norme pour la haute définition le 4 décembre 2007.
- Les saisons 1 à 3 sont ressorties en version remastérisée avec de nouveaux effets visuels le 27 avril 2009 avec de nouveaux bonus.
- Une nouvelle édition de l'intégrale des saisons 1 à 3 sort le 4 octobre 2016.

### Blu-ray
La série sort en haute définition sur le support Blu-ray le 27 avril 2009 en même temps que sa version DVD remastérisée. L'image est en 1,33:1 plein écran 16:9 natif. L'audio est en anglais 5.1 DTS HD et en français 2.0 mono avec sous-titres présents. De nombreux bonus supplémentaires sont présents exclusivement sur le support. Le choix de regarder les épisodes dans leur version originale et dans leur version avec de nouveaux effets visuels est offert.

## Dans la culture populaire

### Littérature
- Dans le tome 1 de la série de romans Journal d'un dégonflé de Jeff Kinney, le personnage de Grégory parle d'un ami nommé « McCoy » et d'un professeur nommé « Worf » (en référence à l'officier klingon de la sécurité dans Star Trek : La Nouvelle Génération)[réf. nécessaire].

### Télévision
- Dans la série télévisée Boston Justice, au dernier épisode de la saison 3 (« Boston Legal »), l'avocat Denny Crane (incarné par William Shatner) dit à un moment : « J'ai été capitaine d'un vaisseau spatial ».